# AB AETERNO
AB AETERNO（アバタルノ）は、イタリアで生まれた腕時計ブランド。環境に優しい時計作りによる「環境保全」をコンセプトとする時計ブランド。

## 歴史
2012年の創業以来、スイス・ムーブメントを用いたイタリア製の木の腕時計として、世界中の注目を浴びている。
設立者は、Marco Tommasoni（マルコ氏）。
シドニーの国際展示会で高く評価されて以来、AB AETERNOの知名度は一気に世界中に広がった。

## 名称由来
アバタルノは、ラテン語で「過去から」という意味。イタリアのブランドであること、そしてイタリアのスタイルを世界中に人に楽しんで欲しいという思いを込めて、イタリア語の祖であるラテン語がブランドネームに選ばれた。また、アバタルノは、木を形成する時間という概念を彷彿させる言葉。

## ブランドロゴ
螺旋形のブランドロゴは、木の年齢を示す年輪を表現。これは「時間の経過と形跡」を意味している。